# Alexandre Avez
Félix Alexandre Avez (né le 16 juin 1858 à Saint-Quentin, Aisne - mort le 12 janvier 1896 à Levallois-Perret, Hauts-de-Seine) était un député socialiste français, élu en 1893 et qui siégea jusqu'à sa mort trois ans plus tard.

## Biographie
Résidant à Levallois-Perret, Alexandre Avez était employé au Comptoir national d'escompte, et connu pour ses idées socialistes. Âgé de 22 ans, il interpella ainsi Clemenceau lors de son discours au cirque Fernando, à Paris, le 11 avril 1880, lui demandant s'il était d'accord avec la déclaration collectiviste faite lors du Congrès ouvrier de Marseille de 1879 au cours duquel Jules Guesde emporta la majorité. Clemenceau lui rétorqua: « il y a aussi des jésuites rouges ». Syndicaliste, Avez deviendra plus tard membre du Parti ouvrier socialiste révolutionnaire (POSR) de Jean Allemane.
Il se présenta aux élections législatives des 20 août et 3 septembre 1893 dans la 3e circonscription de Saint-Denis (Seine) et n'obtint au premier tour de scrutin que 2.234 voix, contre 3.375 à Jean-Marie Trebois, conseiller général et ancien maire de Levallois-Perret, radical-socialiste. Mais au 2e tour il battit ce dernier par 4.805 voix, contre 3.812.
Membre de diverses Commissions, il prit part à quelques discussions, notamment sur le projet de loi portant conversion de la rente 4 1/2 % en rente 3 1/2 %, et proposa d'affecter le produit de cette conversion à la constitution d'une caisse des invalides du travail (1894); sur le projet de loi portant ouverture de crédits pour pourvoir aux dépenses de l'expédition de Madagascar (1894); et sur la proposition de loi relative à la majoration des pensions de la Caisse nationale des retraites (1895).
Il mourut en cours de mandat, le 12 janvier 1896, et ce décès, étant intervenu après la clôture de la session extraordinaire de 1895, n'a pas été annoncé à la Chambre.

## Sources
- « Alexandre Avez », dans le Dictionnaire des parlementaires français (1889-1940), sous la direction de Jean Jolly, PUF, 1960 [détail de l’édition]